# Invariante (Mathematik)
In der Mathematik versteht man unter einer Invariante eine mit einem Objekt assoziierte Größe, die sich bei einer jeweils passenden Klasse von Modifikationen des Objektes nicht ändert. Invarianten sind ein wichtiges Hilfsmittel bei Klassifikationsproblemen: Objekte mit unterschiedlichen Invarianten sind wesentlich verschieden; gilt auch die Umkehrung, d. h., sind Objekte mit gleichen Invarianten im Wesentlichen identisch, so spricht man von einem vollständigen Satz von Invarianten oder von trennenden Invarianten.

## Einführendes Beispiel
Die betrachteten Objekte sind Paare {\displaystyle (x,y)} reeller Zahlen, erlaubte Modifikationen bestehen darin, zu beiden Zahlen dieselbe beliebig gewählte Zahl zu addieren:
{\displaystyle (x,y)\longmapsto (x',y')=(x+z,y+z)}.
Eine Invariante ist in diesem Fall die Differenz {\displaystyle x-y} der beiden Zahlen:
{\displaystyle x'-y'=(x+z)-(y+z)=x-y.}
Eine Interpretation dieses Beispiels könnte sein: {\displaystyle x} und {\displaystyle y} sind die Anfangs- und Endpunkt einer Stange, gemessen von einem festen Punkt in der Verlängerung der Stange. Die Modifikationen entsprechen einer Verschiebung der Stange um {\displaystyle z}, die Invariante ist die Länge der Stange.
In diesem Beispiel genügt bereits diese eine Invariante für eine vollständige Klassifikation: Zwei Zahlenpaare {\displaystyle (x_{1},y_{1})} und {\displaystyle (x_{2},y_{2})} gehen genau dann auseinander hervor, das heißt, es gibt ein {\displaystyle z}, so dass
{\displaystyle x_{1}+z=x_{2}} und {\displaystyle y_{1}+z=y_{2},}
wenn die Längen übereinstimmen:
{\displaystyle x_{1}-y_{1}=x_{2}-y_{2}.}
(Beweis: Setze {\displaystyle z=x_{2}-x_{1}}, dann ist {\displaystyle y_{1}+z=x_{2}-(x_{1}-y_{1})=x_{2}-(x_{2}-y_{2})=y_{2}}.)

## Weitere Beispiele
- Die Dimension eines Vektorraumes ist eine Isomorphie-Invariante, d. h., sind {\displaystyle V} und {\displaystyle W} isomorphe Vektorräume, so stimmen ihre Dimensionen überein. Es gilt auch die Umkehrung: Zwei Vektorräume gleicher Dimension (aufgefasst als Kardinalzahl) über einem gemeinsamen Grundkörper sind isomorph.
- Die Determinante einer Matrix ist eine Ähnlichkeitsinvariante, d. h., sind {\displaystyle A} und {\displaystyle B} zwei Matrizen, für die es eine invertierbare Matrix {\displaystyle S} gibt, so dass {\displaystyle B=SAS^{-1}} gilt, so haben {\displaystyle A} und {\displaystyle B} dieselbe Determinante. Hier gilt die Umkehrung nicht, beispielsweise hat jede Drehung die Determinante 1.
- Die Frobenius-Normalform bzw. die Invariantenteiler der charakteristischen Matrix {\displaystyle xI-A}, wobei {\displaystyle I} die Einheitsmatrix der gleichen Dimension ist wie A, dagegen ist sogar eine trennende Invariante der Ähnlichkeitsoperation, d. h., zwei Matrizen sind genau dann ähnlich zueinander, wenn sie die gleiche Frobenius-Normalform haben.
- Bettizahlen und Euler-Charakteristik sind topologische Invarianten, d. h. invariant unter Homöomorphismen.

## Invarianten unter Operationen
Bei Gruppenoperationen spricht man ebenfalls von Invarianten: Ist {\displaystyle X} eine Punktmenge mit einer Operation der Gruppe {\displaystyle G}, so heißen die Punkte {\displaystyle x\in X}, die invariant bleiben,
{\displaystyle \forall g\in G\colon gx=x},
Fixpunkte oder die {\displaystyle G}-invarianten Punkte.
Allgemeiner ist jede Bahn durch einen Punkt {\displaystyle x\in X}, die durch die Gruppenoperation entsteht,
{\displaystyle Gx=\{y\in X\vert \exists g\in G\colon y=gx\}},
invariant unter der Gruppenoperation.

## Weiterführende Themen
In der theoretischen Physik stellt das Noether-Theorem
einen Zusammenhang zwischen Symmetrien der Wirkung und Invarianten der Zeitentwicklung her. Diese nennt man in der Physik Erhaltungsgrößen (Beispiele: Energie, Impuls, Drehimpuls). „Relativistische Invarianz“, d. h. Invarianz gegen Lorentztransformationen, besitzen viele (per Postulat: alle) physikalische Theorien, darunter an prominentester Stelle die Maxwellsche Elektrodynamik und natürlich die Relativitätstheorien Albert Einsteins. Im Gegensatz zur Mathematik steht aber letzten Endes nicht Axiomatik dahinter, sondern wenige, besonders aussagekräftige Experimente, z. B. das Michelson-Morley-Experiment zur Konstanz der Lichtgeschwindigkeit.